# Autoridad Portuaria de Valencia
La Autoridad Portuaria de Valencia (APV), también conocida por la denominación comercial de Valenciaport, es una autoridad portuaria española, dependiente del ente público Puertos del Estado del Ministerio de Transportes y Movilidad Sostenible, configurada como el organismo público encargado de operar los puertos de titularidad estatal de Valencia, Sagunto y Gandía. La entidad, que tiene su sede en la avenida del Muelle del Turia (Valencia), entró en funcionamiento el 1 de enero de 1993, reemplazando al Puerto Autónomo de Valencia.
La Autoridad Portuaria de Valencia tiene su sede en el conocido como edificio del Reloj, en el puerto de Valencia.